# NGC 3775
NGC 3775 ist eine linsenförmige Galaxie vom Hubble-Typ S0-a im Sternbild Becher am Südsternhimmel. Sie ist schätzungsweise 289 Millionen Lichtjahre von der Milchstraße entfernt.
Das Objekt wurde im Jahre 1880 von Andrew Ainslie Common entdeckt.